# ابن البارزي
هبة الله بن عبد الرحيم بن إبراهيم أبو القاسم شرف الدين ابن البارزي الجهني الحموي (645 هـ / 1246م - 738 هـ / 1338م)، قاض، حافظ للحديث من أكابر الفقهاء الشافعية. من أهل حماة. ولي قضاءها مدة طويلة بلا أجر، وعين مرات لقضاء مصر فاستعفي. وذهب بصره في كبره. ولما مات أغلقت حماة لمشهده.

## علمه
له بضعة وتسعون كتابا، منها:
- الزبد فيما عليه المعتمد، نظمه ابن رسلان في صفوة الزبد.
- تجريد جامع الأصول في أحاديث الرسول
- إظهار الفتاوى من أسرار الحاوي - في فقه الشافعية، مجلدان
- تيسير الفتاوى في تحرير الحاوي
- الشرعة في القراآت السبعة رسالة
- الفريدة البارزية، في شرح الشاطبية
- البستان في تفسير القرآن
- توثيق عرى الإيمان في تفضيل حبيب الرحمن
- روضات جنات المحبين» اثنا عشر مجلدا
- الناسخ والمنسوخ
- ضبط غريب الحديث» مجلدان
- بديع القرآن
- رموز الكنوز - منظومة في الفقه

## سلالته
وينحدر من سلالته:
- القاضي ناصر الدين محمد ابن البارزي كاتب السر في دولة السلطان المملوكي المؤيد شيخ، والمتوفى سنة 823 هجري.
- القاضي والاديب كمال الدين محمد بن القاضي ناصر الدين ابن البارزي كاتب السر في دولة السلطان المملوكي الظاهر سيف الدين جقمق والمتوفى سنة 856 هجري.
- خوند مغل ابنة القاضي ناصر الدين ابن البارزي وهي زوجة السلطان الظاهر سيف الدين جقمق والمتوفاة سنة 876 هجري.